# The Roop
The Roop is een Litouwse band, opgericht in 2014 en bestaande uit zanger en toetsenist Vaidotas Valiukevičius, drummer Robertas Baranauskas en gitarist Mantas Banišauskas. Het debuutalbum To Whom It May Concern werd in 2015 uitgebracht. Van dit album werd het nummer “Not too late” bij de jaarlijkse M.A.M.A. Awards (de Litouwse popprijzen) genomineerd voor beste videoclip van 2015. 
De band won de Litouwse voorronde voor het Eurovisiesongfestival 2020 met het lied On Fire. De band deed in 2018 ook al een poging om Litouwen te mogen vertegenwoordigen op het Eurovisiesongfestival, maar eindigde toen als derde in de nationale finale. Na annulatie van het festival in 2020 waagde The Roop het jaar daarop opnieuw een poging, en ook ditmaal won het de finale, waardoor het met Discoteque Litouwen mocht vertegenwoordigen op het Eurovisiesongfestival 2021. Het lied haalde de finale en werd daarin achtste. In 2024 probeerde de groep opnieuw voor Litouwen naar het Eurovisiesongfestival te gaan, maar eindigde net als in 2018 als derde in de voorronde.

## Discografie

### Albums
- 2015 – To Whom It May Concern
- 2017 – Ghosts

### Extended plays
- 2018 – Yes, I Do

### Singles
- 2016 – Hello
- 2017 – Dream On
- 2017 – Keista Draugystė
- 2018 – Yes, I Do
- 2019 – Silly Me
- 2019 – Dance With Your Hands
- 2020 – On Fire
- 2021 - Discoteque
- 2021 - Ohmygodable
- 2022 - Love Is All We Got

1994: Ovidijus Vyšniauskas · 
1999: Aistė Smilgevičiūtė · 
2001: Skamp · 
2002: Aivaras · 
2004: Linas & Simona · 
2005: Laura & The Lovers · 
2006: LT United · 
2007: 4Fun · 
2008: Jeronimas Milius · 
2009: Sasha Son · 
2010: InCulto · 
2011: Evelina Sašenko · 
2012: Donny Montell · 
2013: Andrius Pojavis · 
2014: Vilija Matačiūnaitė · 
2015: Monika Linkytė & Vaidas Baumila · 
2016: Donny Montell · 
2017: Fusedmarc · 
2018: Ieva Zasimauskaitė · 
2019: Jurijus Veklenko · 
2021: The Roop · 
2022: Monika Liu · 
2023: Monika Linkytė · 
2024: Silvester Belt · 
2025: Katarsis